# 格伦菲尔德 (北达科他州)
格伦菲尔德（英語：Glenfield），是美国北达科他州下属的一座城市。根据2010年美国人口普查，该市有人口91人。